# Taiji Quan estilo Chen

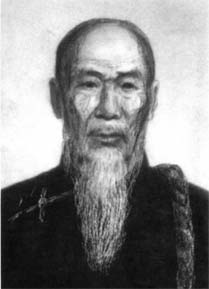
Chen Changxing
(陳長興).

O estilo Chen (Chinês tradicional: 陳式; Chinês simplificado: 陈式; Pinyin: Chénshì) de Taiji Quan é o mais antigo entre os cinco estilos familiares tradicionais.
Recebe seu nome da família Chen, originária de Chenjiagou (陳家溝), vila situada no distrito de Wen (溫縣) da província chinesa de Henan.

## História
Há provas documentais sobre a prática deste estilo no século XVII pelo Mestre Chen Wangting (1600 - 1680).
Um dos mais famosos professores deste estilo foi Chen Changxing (陳長興) (Pinyin: Chén Chángxīng) (1771 - 1853), responsável pela transmissão da prática a Yang Luchan em 1820, o primeiro a aprendê-la sem ser membro da família Chen.

## Características
O Taiji Quan estilo Chen destaca-se por suas posturas baixas e pelo aspecto marcial mais exteriorizado em comparação aos outros estilos familiares.
Utiliza com frequência a prática de "fajin" (発勁, fājìn), a "exteriorização da energia".
Combina movimentos lentos e curtos com disparos de energia, por vezes as formas são realizadas em grande velocidade.
Enfatiza as práticas de Chi Kung conhecidas como "Enrolar o fio de seda" (Chan Si Jing).
Inclui formas que empregam armas como o bastão, o sabre ("dao"), a espada ("jian"), a lança o ("qiang") e a alabarda ("guan dao").
O Estilo Chen tradicional é composto pelas seguintes formas-series de posturas interligadas:
Lao Jia Yi Lu, Lao Jia Er Lu criada por Chen Chang Xing.
Xiao Jia Yi Lu, Xiao Jia Er Lu criada por Chen Youbeng.
Xin Jia Yi Lu, Xinjia Er Lu criada por Chen Fake.

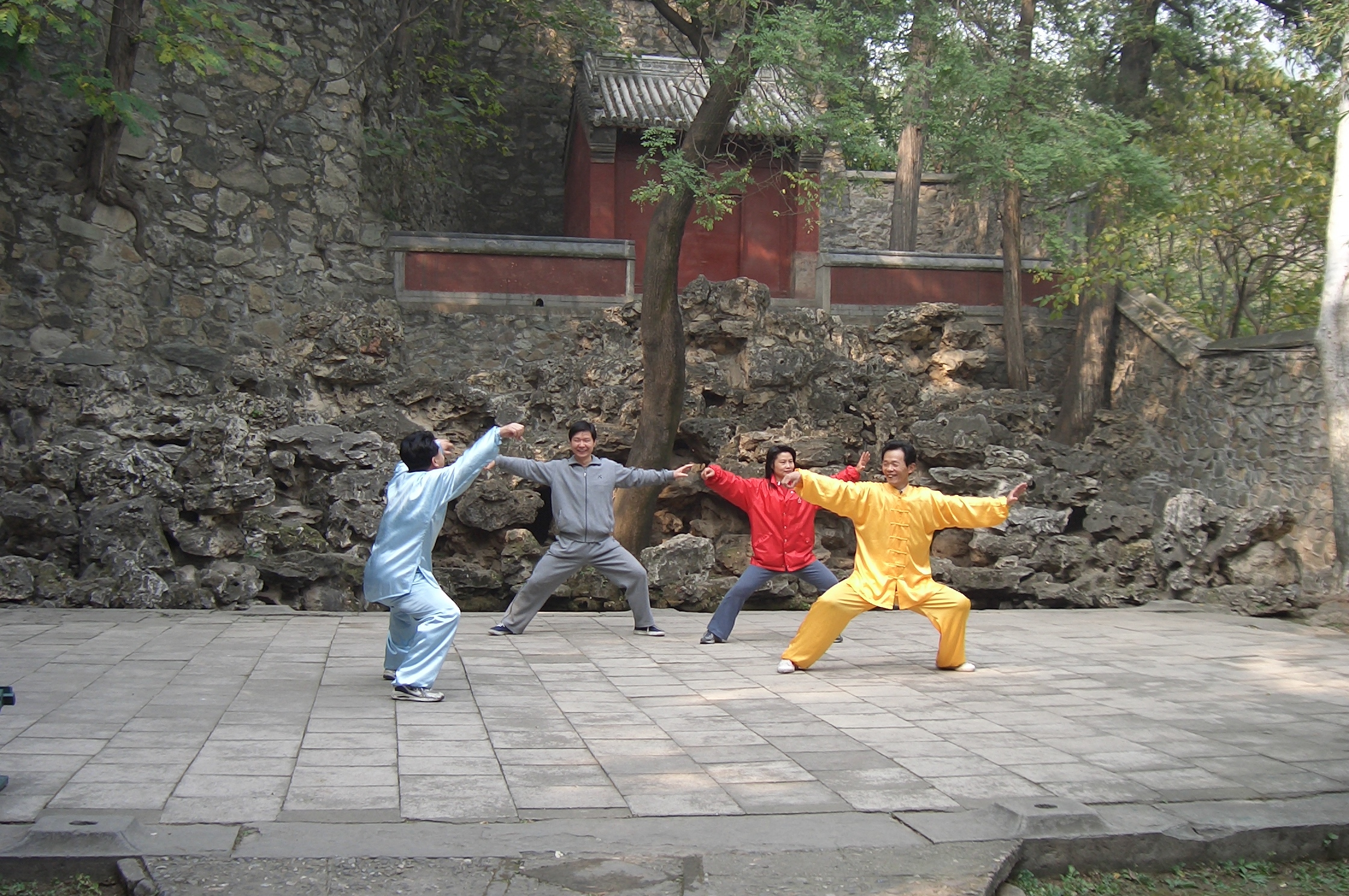
Aula de Taiji Quan estilo Chen no "Fragrant Hills Park", Beijing, China.
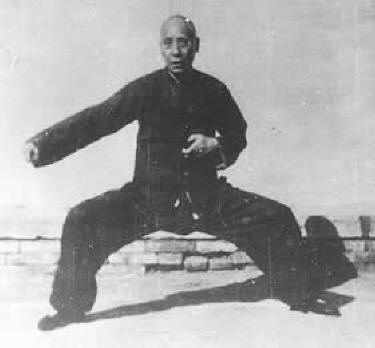
Chen Fake realiza a forma "xin jia" de Taiji Quan estilo Chen.
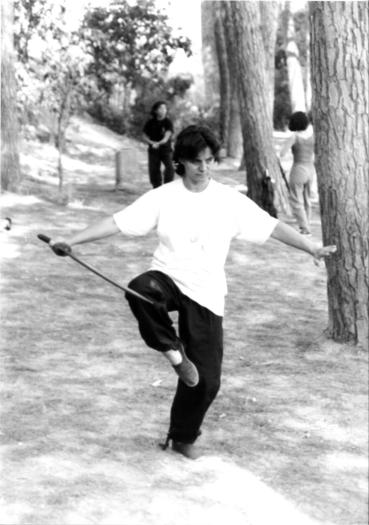
Taiji Quan com sabre ("Taiji Dao").
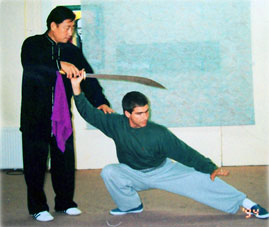
Chen Xiao Wang orienta aluno no sabre Chen

## Literatura
- Chen, Mark, Old Frame Chen Family Taijiquan, Berkeley, CA, North Atlantic Books 2004, ISBN 1-55643-488-X
- Chen, Xiao Wang, Chen Family Taijiquan China, ISBN 978-7-5009-3413-4
- Dufresne,T. e Nguyen,J., Taijiquan Art Marcial Ancien de la Famille Chen, editions budostore, ISBN 2-908580-56-X
- Gaffney, David e Sim, Davidine Siawvoon , Chen Style Taijiquan - The source of taiji boxing, North Atlantic Books, ISBN 1-55643-377-8